# 194 Prokna
194 Prokna (mednarodno ime 194 Prokne, starogrško starogrško ἡ Πρόκνη: é Prókne) je velik in temen asteroid tipa C v glavnem asteroidnem pasu. Večinoma je sestavljen iz ogljikovih spojin.

## Odkritje
Asteroid Prokno je odkril nemško–ameriški astronom Christian Heinrich Friedrich Peters 21. marca 1879.  Imenuje se po Prokni, sestri Filomele iz grške mitologije.

## Značilnosti
Asteroid Prokna obkroži Sonce v 4,24 letih. Njegov tir ima izsrednost 0,2358, nagnjen pa je za 18,485° proti ekliptiki. Njegov premer je 168,42 km, okrog svoje osi se zavrti v 15,67 h.

## Okultacije
Okultaciji asteroida z zvezdama so opazovali dvakrat, leta 1984 iz Italije in ponovno leta 1999 iz Iowe, ZDA.